# Липковско језеро
Липковско језеро (мкд. Липковско Езеро) је вештачко језеро у Северној Македонији. Налази се на северној страни Липковске реке, и западним падинама Скопске Црне Горе, у близини границе са Србијом. Удаљено је 2 километра од села Липкова и 12 километара од града Куманова.
Језеро је настало 1958. године изградњом бране високе 37 метара на Липковској реци. Налази на надморској висини од 478 метара, дужина језера је 1480, а ширина 120 метара.
На удаљености од 5 km низводно, налази се нешто мање ветачко језеро - Глажња. Ова језера су изграђена због наводњавања и због снабдевања водом. Ова језера омогућавају наводњавање око 10.000 хектара земље. Уз језера је подигнута и мања хидроцентрала.